# 가미호로무이역
가미호로무이역(일본어: 上幌向駅 카미호로무이에키[*])은 일본 홋카이도 이와미자와시에 있는 홋카이도 여객철도 하코다테 본선의 역이다. 역 번호는 A12이며, 섬식 승강장 1면 2선의 구조를 가진 지상역이자 교상역이다.

## 타는 곳
| 1 | ■ 하코다테 본선 (상행) | 에베쓰 · 삿포로 · 데이네 · 오타루 방면 |
| 2 | ■ 하코다테 본선 (하행) | 이와미자와 · 다키가와 방면             |

## 역 주변
- 국도 제12호선
- 닛폰 통운 이와미자와 지점

## 인접 정차역
| 홋카이도 여객철도 ■ 하코다테 본선 | 홋카이도 여객철도 ■ 하코다테 본선   | 홋카이도 여객철도 ■ 하코다테 본선 |
| --------------------------------- | ----------------------------------- | --------------------------------- |
| A11 호로무이 삿포로 · 오타루 방면 | ● 구간쾌속 "이시카리 라이너" ● 보통 | A13 이와미자와 방면               |